# كوارتز هيل (كاليفورنيا)
كوارتز هيل (بالإنجليزية: Quartz Hill CDP, California)‏ هي منطقة سكنية تقع بولاية كاليفورنيا في الولايات المتحدة. تبلغ مساحتها 9.745 كم2، وترتفع عن سطح البحر 761 م، بلغ عدد سكانها 10,912 نسمة في عام 2010 حسب إحصاء مكتب تعداد الولايات المتحدة وتصل الكثافة السكانية فيها 1,119.8 نسمة لكل كيلومتر مربع (2,900.3/ميل2).

## التركيبة السكانية
حدّد مكتب تعداد الولايات المتحدة بيانات التركيبة السكانية لكوارتز هيل في تعداد الولايات المتحدة. في ما يلي، التركيبة السكانية حسب تعدادي 2000 و2010.

### تعداد عام 2000
بلغ عدد سكان كوارتز هيل 9,890 نسمة بحسب تعداد عام 2000، وبلغ عدد الأسر 3,450 أسرة وعدد العائلات 2,640 عائلة مقيمة في المنطقة السكنية. في حين سجلت الكثافة السكانية 1,014.9 نسمة لكل كيلومتر مربع (2,628.6/ميل2). وبلغ عدد الوحدات السكنية 3,644 وحدة بمتوسط كثافة قدره 373.9 لكل كيلومتر مربع (968.4/ميل2).
وتوزع التركيب العرقي للمنطقة السكنية بنسبة 81.47% من البيض و4.99% من الأمريكيين الأفارقة و1.13% من الأمريكيين الأصليين و1.84% من الأمريكيين ذوي الأصول الآسيوية و0.24% من سكان جزر المحيط الهادئ و6.12% من الأعراق الأخرى و4.21% من عرقين مختلطين أو أكثر و15.28% من الهسبانيون أو اللاتينيون من أي عرق.
بلغ عدد الأسر 3,450 أسرة كانت نسبة 45.3% منها لديها أطفال تحت سن الثامنة عشر تعيش معهم، وبلغت نسبة الأزواج القاطنين مع بعضهم البعض 56.8% من أصل المجموع الكلي للأسر، ونسبة 14.1% من الأسر كان لديها معيلات من الإناث دون وجود شريك، بينما كانت نسبة 5.6% من الأسر لديها معيلون من الذكور دون وجود شريكة وكانت نسبة 23.5% من غير العائلات. تألفت نسبة 18.8% من أصل جميع الأسر من عدة أفراد يعيشون في نفس المنزل ونسبة 5.8% كانت تتألف من شخص يعيش بمفرده يبلغ من العمر 65 عاماً أو أكثر. وبلغ متوسط حجم الأسرة المعيشية 2.86، أما متوسط حجم العائلات فبلغ 3.24.
بلغ العمر الوسطي للسكان 35.4 عاماً. وكانت نسبة 30.5% من القاطنين تحت سن الثامنة عشر، وكانت نسبة 8.9% بين الثامنة عشر والرابعة والعشرين عاماً، ونسبة 27.5% كانت واقعةً في الفئة العمرية ما بين الخامسة والعشرين والرابعة والأربعين عاماً، ونسبة 23.7% كانت ما بين الخامسة والأربعين والرابعة والستين، ونسبة 9.4% كانت ضمن فئة الخامسة والستين عاماً فما فوق. يوجد لكل 100 أنثى 97.9 ذكر، ويوجد لكل 100 أنثى في الثامنة عشر من عمرها فما فوق 93.7 ذكر.
بلغ متوسط دخل الأسرة في المنطقة السكنية 48,402 دولارًا، أما متوسط دخل العائلة فبلغ 57,500 دولارًا. وكان متوسط دخل الذكور 50,940 دولارًا مقابل 33,235 دولارًا للإناث. وسجل دخل الفرد الخاص بالمنطقة السكنية 21,129 دولارًا. وكانت نسبة 8.9% من العائلات ونسبة 12% من السكان تحت خط الفقر، وكان من هؤلاء نسبة 14.5% تحت سن الثامنة عشر ونسبة 13.7% في الخامسة والستين من العمر وما فوق.

### تعداد عام 2010
بلغ عدد سكان كوارتز هيل 10,912 نسمة بحسب تعداد عام 2010، وبلغ عدد الأسر 3,712 أسرة وعدد العائلات 2,831 عائلة مقيمة في المنطقة السكنية. في حين سجلت الكثافة السكانية 1,119.8 نسمة لكل كيلومتر مربع (2,900.3/ميل2). وبلغ عدد الوحدات السكنية 4,018 وحدة بمتوسط كثافة قدره 412.3 لكل كيلومتر مربع (1,067.9/ميل2).
وتوزع التركيب العرقي للمنطقة السكنية بنسبة 75.31% من البيض و7.29% من الأمريكيين الأفارقة و1.30% من الأمريكيين الأصليين و2.78% من الأمريكيين ذوي الأصول الآسيوية و0.26% من سكان جزر المحيط الهادئ و8.68% من الأعراق الأخرى و4.39% من عرقين مختلطين أو أكثر و24.64% من الهسبانيون أو اللاتينيون من أي عرق.
بلغ عدد الأسر 3,712 أسرة كانت نسبة 41% منها لديها أطفال تحت سن الثامنة عشر تعيش معهم، وبلغت نسبة الأزواج القاطنين مع بعضهم البعض 53.1% من أصل المجموع الكلي للأسر، ونسبة 15.4% من الأسر كان لديها معيلات من الإناث دون وجود شريك، بينما كانت نسبة 7.7% من الأسر لديها معيلون من الذكور دون وجود شريكة وكانت نسبة 23.7% من غير العائلات. تألفت نسبة 18.6% من أصل جميع الأسر من عدة أفراد يعيشون في نفس المنزل ونسبة 5.8% كانت تتألف من شخص يعيش بمفرده يبلغ من العمر 65 عاماً أو أكثر. وبلغ متوسط حجم الأسرة المعيشية 2.93، أما متوسط حجم العائلات فبلغ 3.30.
بلغ العمر الوسطي للسكان 36.6 عاماً. وكانت نسبة 26.7% من القاطنين تحت سن الثامنة عشر، وكانت نسبة 10.5% بين الثامنة عشر والرابعة والعشرين عاماً، ونسبة 23.1% كانت واقعةً في الفئة العمرية ما بين الخامسة والعشرين والرابعة والأربعين عاماً، ونسبة 29.5% كانت ما بين الخامسة والأربعين والرابعة والستين، ونسبة 10.1% كانت ضمن فئة الخامسة والستين عاماً فما فوق. وتوزع التركيب الجنسي للسكان بنسبة 49.3% ذكور و50.7% إناث.